# Jáder Obrian
Jáder Rafael Obrian Arias (María la Baja, 18 maggio 1995) è un calciatore colombiano, attaccante dell'Austin FC.

## Carriera
Ha giocato nella massima serie colombiana.

## Statistiche

### Presenze e reti nei club
Statistiche aggiornate al 20 ottobre 2024.
| Stagione                | Squadra                 | Campionato              | Campionato | Campionato | Coppe nazionali | Coppe nazionali | Coppe nazionali | Coppe continentali | Coppe continentali | Coppe continentali | Altre coppe | Altre coppe | Altre coppe | Totale | Totale |
| Stagione                | Squadra                 | Comp                    | Pres       | Reti       | Comp            | Pres            | Reti            | Comp               | Pres               | Reti               | Comp        | Pres        | Reti        | Pres   | Reti   |
| ----------------------- | ----------------------- | ----------------------- | ---------- | ---------- | --------------- | --------------- | --------------- | ------------------ | ------------------ | ------------------ | ----------- | ----------- | ----------- | ------ | ------ |
| 2015                    | Uniautónoma             | A                       | 6          | 0          | CC              | 1               | 0               |                    | -                  | -                  |             | -           | -           | 7      | 0      |
| 2016                    | Deportes Tolima         | A                       | 13         | 0          | CC              | 6               | 0               | CS                 | 2                  | 0                  |             | -           | -           | 21     | 0      |
| 2017                    | Deportes Tolima         | A                       | 11         | 0          | CC              | 6               | 0               | CS                 | 0                  | 0                  |             | -           | -           | 17     | 0      |
| gen.-giu. 2018          | Cúcuta Deportivo        | B                       | 10         | 3          | CC              | 4               | 0               |                    | -                  | -                  |             | -           | -           | 14     | 3      |
| lug.-nov. 2018          | Deportes Tolima         | A                       | 5          | 0          |                 | -               | -               |                    | -                  | -                  |             | -           | -           | 5      | 0      |
| Totale Deportes Tolima  | Totale Deportes Tolima  | Totale Deportes Tolima  | 29         | 0          |                 | 12              | 0               |                    | 2                  | 0                  |             | -           | -           | 43     | 0      |
| 2019                    | Rionegro Águilas        | A                       | 39         | 11         | CC              | 2               | 0               | CS                 | 4                  | 2                  |             | -           | -           | 45     | 13     |
| 2020                    | Rionegro Águilas        | A                       | 22         | 13         | CC              | 2               | 1               |                    | -                  | -                  |             | -           | -           | 24     | 14     |
| Totale Rionegro Águilas | Totale Rionegro Águilas | Totale Rionegro Águilas | 61         | 21         |                 | 4               | 1               |                    | 4                  | 2                  |             | -           | -           | 69     | 24     |
| 2021                    | FC Dallas               | MLS                     | 34         | 9          |                 | -               | -               |                    | -                  | -                  |             | -           | -           | 34     | 9      |
| 2022                    | FC Dallas               | MLS                     | 31+1       | 2+0        | USOC            | 2               | 1               |                    | -                  | -                  |             | -           | -           | 34     | 3      |
| 2023                    | FC Dallas               | MLS                     | 29+3       | 6+1        | USOC            | 1               | 0               |                    | -                  | -                  | LC          | 4           | 0           | 37     | 7      |
| Totale carriera         | Totale carriera         | Totale carriera         | 94+4       | 17+1       |                 | 3               | 1               |                    | -                  | -                  |             | 4           | 0           | 105    | 19     |
| 2024                    | Austin FC               | MLS                     | 34         | 7          |                 | -               | -               |                    | -                  | -                  | LC          | 2           | 1           | 36     | 8      |
| Totale carriera         | Totale carriera         | Totale carriera         | 238        | 52         |                 | 24              | 2               |                    | 6                  | 2                  |             | 6           | 1           | 274    | 57     |

## Palmarès

### Club

#### Competizioni nazionali
- Campionato colombiano: 1

Deportes Tolima: 2018-I